# Фосгута
Фосгута (пол. Foshuta) — село в Польщі, у гміні Стара Кішева Косьцерського повіту Поморського воєводства.
Населення — 107 осіб (2011).
У 1975-1998 роках село належало до Гданського воєводства.

## Демографія
Демографічна структура станом на 31 березня 2011 року:
|          | Загалом | Допрацездатний вік | Працездатний вік | Постпрацездатний вік |
| -------- | ------- | ------------------ | ---------------- | -------------------- |
| Чоловіки | 54      | 10                 | 41               | 3                    |
| Жінки    | 53      | 8                  | 35               | 10                   |
| Разом    | 107     | 18                 | 76               | 13                   |